# Терська радянська республіка

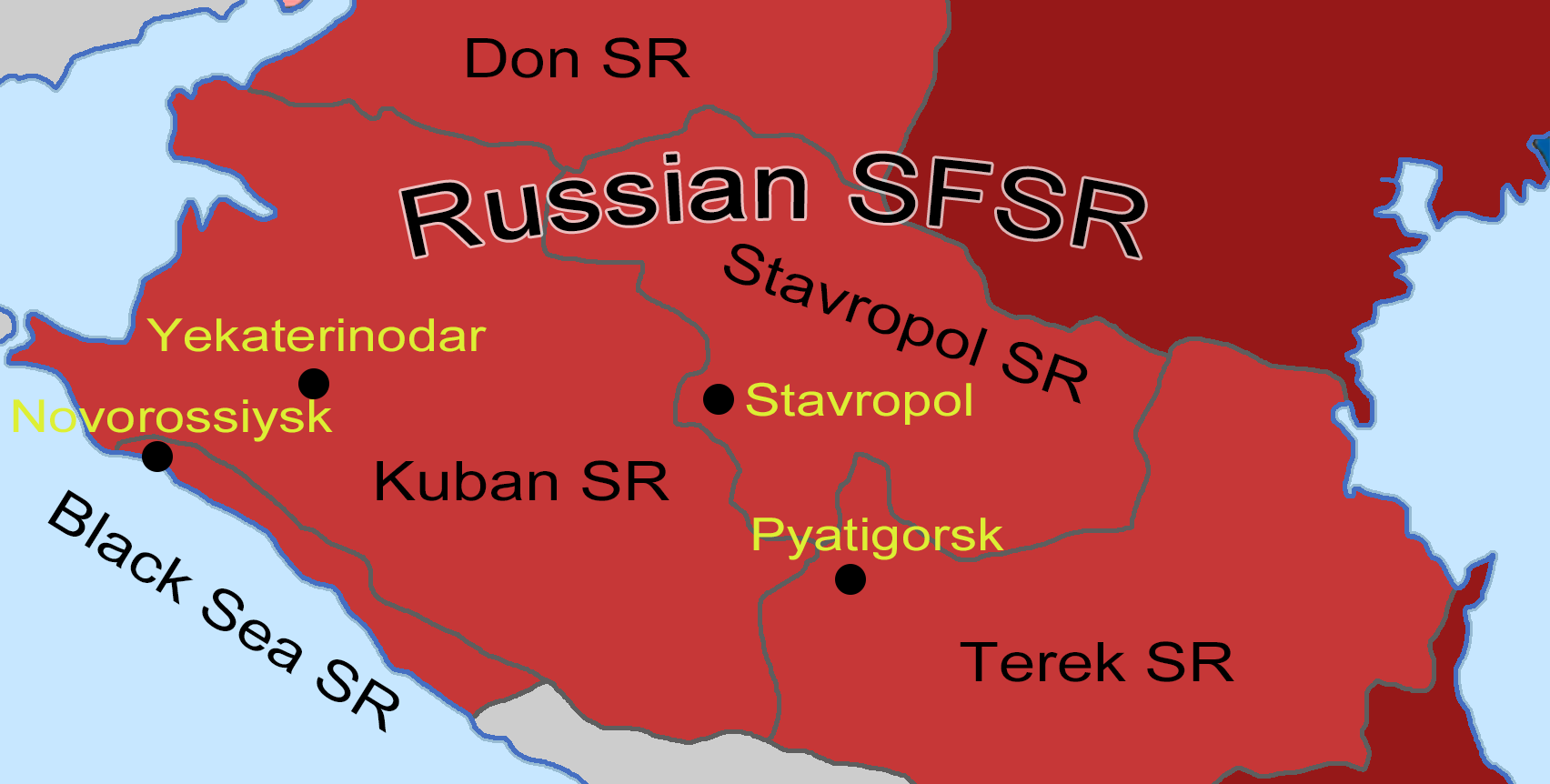
Терська СР та інші ранні республіки РРФСР на Кавказі.

Терська радянська республіка — республіка у складі РРФСР, на території колишньої Терської області Російської імперії, березень 1918 — лютий 1919 р.
Столиця — П'ятигорськ, потім Владикавказ. Голова Терської народної ради — Є. С. Боданов. Голова РНК — С. Г. Буачідзе (більшовик), а після його загибелі 20 червня 1918 — Ю. Г. Пашковський (лівий есер); міністр праці — Яків Маршак. Торішнього серпня 1918 р. Юрій Пашковський був убитий, і РНК очолив Ф. Х. Булле (більшовик).

## Історія
25 січня 1918 року у Моздоку пройшов І з'їзд народів Терека. Метою з'їзду було припинення міжетнічних конфліктів та наповнення політичного вакууму. Спочатку більшовики не грали на з'їзді вирішальної ролі, хоча багато учасників з'їзду бачили в лояльності до більшовиків засіб стабілізації ситуації. Головою обраної народної Ради став лівий есер Ю. Г. Пашковський.
Терську Радянську Республіку було проголошено на II З'їзді народів Терека у П'ятигорську, у якому взяло участь 220 делегатів. З'їзд підтримав більшовицький Раднарком. Було обрано Терську обласну народну раду та Терський раднарком. Представництво у раді здійснювалося за етнічним принципом. Терська рада ухвалила антикозацькі закони, що передбачають розпуск збройних формувань козаків, а також відчуження козацької землі.
III З'їзд народів Терека пройшов 22-29 травня 1918 року у Грозному та ухвалив експропріювати землі терських козаків сунженського округу на користь безземельних громадян республіки. Реалізація рішень з'їзду породила Терське повстання.
У липні 1918 року під час роботи IV З'їзду народів Терека повсталі козаки силою захопили більшу частину Терської області. З липня 1918 — у складі Північно-Кавказької Радянської Республіки.